# Liga Nacional de fútbol femenino 1991-92
La Liga nacional de fútbol femenino 1991-92 fue la cuarta edición de la Primera División Femenina de España.
El Añorga KKE se proclamó campeón por primera vez en su historia. Lo hizo además invicto y cediendo un único empate contra el Sabadell.

## Sistema de competición
El campeonato fue organizado por la Real Federación Española de Fútbol.
El torneo constaba de un grupo único integrado por 8 clubes de toda la geografía española. Siguiendo un sistema de liga, los 8 equipos se enfrentaron todos contra todos en dos ocasiones -una en campo propio y otra en campo contrario- sumando un total de 14 jornadas. El orden de los encuentros se decidió por sorteo antes de empezar la competición.
La clasificación final se estableció con arreglo a los puntos obtenidos en cada enfrentamiento, a razón de dos por partido ganado, uno por empatado y ninguno en caso de derrota.

## Clasificación final
| Pos | Equipo                      | Ptos |
| --- | --------------------------- | ---- |
| 1   | Añorga KKE                  | 27   |
| 2   | Club Femení Barcelona       | 19   |
| 3   | Oiartzun KE                 | 17   |
| 4   | CE Sabadell                 | 13   |
| 5   | Oroquieta Villaverde        | 13   |
| 6   | Peña Barcelonista Barcilona | 12   |
| 7   | Villa de Madrid             | 11   |
| 8   | Parque Alcobendas           | 1    |